# 팩션 (밴드)
팩션(Faktion)은 미국 텍사스주 덴튼 출신 록 밴드이다.

## 역사
팩션은 2002년 노스텍사스대학교에서 만난 학생들 네 명이 결성하였다. 원래 기타리스트 마셜 더턴이 보컬이었으나, 보컬 라이언 깁스를 영입하였다. 2004년 EP 《Make a Dent》를 인디로 발매하였다. 2004년 10월에 로드러너 레코드와 계약을 맺고, 2006년 3월 21일 데뷔 음반 《Faktion》을 발매하였다. 이 음반의 프로듀싱은 다크 뉴 데이의 보컬 브렛 헤슬라와 저스틴 토머스가 맡았으며, 플로리다주 올랜도의 그리드록 스튜디오에서 녹음되었다.
팩션은 데뷔 음반이 발매된 지 8개월만인 2006년 11월에 로드러너 레코드에서 나오게 되었다. 2007년 5월 3일, 보컬 라이언 깁스가 밴드를 탈퇴하였다고 발표하였으며, 같은 해 8월 16일 아론 포즈를 새로운 보컬로 영입하였다고 발표하였다.

## 멤버
- 아론 포즈(Aaron Pose) - 보컬
- 마셜 더턴(Marshal Dutton) - 기타
- 조시 프랭클린(Josh Franklin) - 기타
- 제러미 콘(Jeremy Coan) - 베이스
- 제러미 무어(Jeremy Moore) - 드럼

### 이전 멤버
- 라이언 깁스(Ryan Gibbs) - 보컬

## 음반 목록
- 《Faktion》(2006년)